# 陳賢妃
賢妃陳氏（けんひ ちんし、? - 996年）は、北宋の第3代皇帝真宗の側室（真宗の即位前に没した）。

## 経歴
初め、韓王趙恒（後の真宗）の邸に入り、司衣（側女）となった。産まれた子供で長く生きた者はなかった。至道2年（996年）、死去した。沙台寺に葬された。
真宗の咸平3年（1000年）10月、美人の位を追贈され、普安院に改葬された。大中祥符8年（1015年）正月に昭儀の位を再追贈された。仁宗の乾興元年（1022年）4月に順容を加贈され、明道2年12月（西暦で1034年）に太儀の位を追贈され、慶暦4年（1044年）9月に賢妃を再追贈された。

## 伝記資料
- 『宋会要輯稿』